# Aa rosei
Lan a Rose (danh pháp hai phần: Aa rosei) là một loài thực vật có hoa trong họ Lan (Orchidaceae). Loài này được Ames miêu tả khoa học đầu tiên năm 1922.